# جاير توريكو كاماشو
جاير توريكو كاماشو (بالإسبانية: Jair Torrico)‏ (2 أغسطس 1986 بكوتشابامبا في بوليفيا - ) هو لاعب كرة قدم بوليفي في مركز الظهير. شارك مع منتخب بوليفيا لكرة القدم. أما مع النوادي، فقد لعب مع ذي سترونغيست ونادي خورخي ويلسترمان.

## وصلات خارجية
- جاير توريكو كاماشو على موقع قاعدة بيانات كرة القدم.إي يو (الإنجليزية)
- جاير توريكو كاماشو على موقع Soccerway.com (الإنجليزية)